# Serraca nigra
Serraca nigra là một loài bướm đêm trong họ Geometridae.